# Biba, buba, baja
Biba, buba, baja je zbirka otroških pesmi za najmlajše skladateljice in pedagoginje Mire Voglar, ki je izšla leta 1979 Dopisni delavski univerzi Univerzum. Leta 2014 je bila zbirka ponatisnjena pri založbi Mladinska knjiga. 
Na spletni strani založbe, ki je izdala ponatis je navedeno: 
"Z ritmičnimi verzi, ki jih spremljajo prstne igre, ustvarjamo toplo bližino, v kateri otroci kar zažarijo! Ob pesmicah so navodila za starše za prstne in gibalne igre, s katerimi otroci spoznavajo svoje telo, se ga zavedajo in ga z vajo vedno bolj obvladujejo."